# Woodenbong
Woodenbong es un pueblo al norte de Nueva Gales del Sur, Australia en el concejo de Kyogle. Ubicado a 10 km al sur de la frontera con Queensland. Se encuentra localizado a cinco kilómetros de la intersección de la carretera de Summerland Way y la de Mount Lindesay, que lo lleva a Legume y finalmente a Tenterfield. Woodenbong cuenta con una población de 420 habitantes.
Está a 798 km al noroeste de Sídney, a 145 km de Brisbane y 60 km al noroeste de Sídney (en realidad, Kyogle).
El nombre proviene de una palabra Githabul que significa "patos de madera sobre agua".
La ganadería es la principal industria. Es un pueblo muy pintoresco que está localizado entre valles y montañas. Varios Parques nacionales están cerca de Woodenbong, algunos de estos han sido declarados Zonas de Patrimonio.
En Nueva Gales de Sur:
- Parque Nacional Border Ranges
- Parque Nacional Koreelah
- Parque Nacional Toonumbar
- Parque Nacional Monte Warning

En Queensland:
- Parque Nacional Lamington
- Parque Nacional Mount Barney
- Parque Nacional Springbrook